# Enthalpie de solution
Cet article court présente un sujet plus développé dans : enthalpie.
L’enthalpie de solution correspond au changement de chaleur dû à la dissolution d’une mole d’une substance dans un litre de solvant aux conditions standards.